# Metet (Nkolmetet)
Pour les articles homonymes, voir Metet.
Metet  est un village du Cameroun, situé dans la commune de Nkolmetet, le département du Nyong-et-So'o et la région du Centre. Le village est localisé au carrefour des routes qui mènent vers Mbalmayo, vers Sangmélima, vers Mekomo et vers Kondessong.

## Population
En 1963, Metet comptait 685 habitants, principalement des Bané. Lors du recensement de 2005, on y a dénombré 887 personnes.

## Infrastructures sociales
En 1963, le village dispose d'un poste agricole, d'un hôpital protestant, d'une école protestante à cycle complet avec un enseignement secondaire, d'une station à essence, d'un bureau de poste et d'une mission protestante.

## Personnalités
- Edmond Felix Etoundi (1967-2010), homme d'affaires, est né à Metet.